# Renato di Chalon
Renato di Chalon (Breda, 5 febbraio 1519 – Saint-Dizier, 15 luglio 1544) conosciuto anche col nome di Renato di Nassau-Breda, fu Principe d'Orange e Statolder d'Olanda, Zelanda, Utrecht e Gheldria.

## Biografia
Egli era il secondo figlio del Conte Enrico III di Nassau-Breda e di Claudia di Chalon, il cui fratello Filiberto di Chalon fu l'ultimo Principe di Orange della casata di Chalon. Quando egli morì, nel 1530, Renato ereditò il Principato a condizione che utilizzasse lo stemma e il cognome degli Chalon-Orange. Per questo motivo la storia tende perlopiù a identificarlo con il nome di Renato di Chalon invece di "Renato di Nassau-Breda".
Mentre era al servizio di Carlo V venne ucciso nell'ambito dell'assedio di Saint-Dizier del 1544. L'Imperatore stesso era presente al suo capezzale. Renato di Chalon venne sepolto nella Grote Kerk di Breda. Nella chiesa di San Stefano di Bar-le-Duc si trova un cenotafio a lui dedicato.
Suo cugino, Guglielmo I d'Orange ereditò tutte le terre di Renato e divenne il fondatore della Casata di Orange-Nassau, che è tuttora la casa regnante nei Paesi Bassi.

## Matrimonio ed eredi
Renato di Chalon sposò il 20 agosto 1540, a Bar-le-Duc, Anna di Lorena (1522-1568). La coppia ebbe una figlia, Maria, che visse tre sole settimane e venne sepolta nella Grote Kerk di Breda.